# Джума-мечеть (Балакен)
Балакенская Джума-мечеть или Минарели мечеть (азерб. Balakən Cümə məscidi или Minarəli məscid) — пятничная мечеть, историко-архитектурный памятник в городе Балакен Азербайджана. Строительство мечети продолжалось 10 лет и было завершено в 1877 году.
Распоряжением Кабинета министров Азербайджанской Республики от 2 августа 2001 года Джума-мечеть взята под охрану государства как архитектурный памятник истории и культуры национального значения (инв № 207).

## История
Балакенская Джума-мечеть расположена в городе Балакен на улице Мухаммеда Асадова. Согласно китабе на мечети, её строительство началось в 1867 году и завершилось в 1877 году. На северо-западном фасаде памятника размещены четыре китабе на арабском языке. В надписях указано, по чьей инициативе была построена мечеть, дата её строительства, имя мастера, возводившего здание, и имя человека, предоставившего землю для её возведения.
На входе в мечеть, в левом верхнем углу, написано имя Кази Мухаммеда Дабира, который в XIX веке был известным религиозным деятелем в этом регионе. Другой упомянутый человек, Уста Омар Илисулу, был знаменитым мастером своего времени. Он также является автором Улу-кёрпю («Большой мост») и других исторических памятников.
После советской оккупации Азербайджана с 1928 года официально началась борьба с религией. В декабре того же года ЦК КП Азербайджана передал на баланс клубов множество мечетей, церквей и синагог для использования в просветительских целях. Если в 1917 году в Азербайджане насчитывалось 3000 мечетей, то в 1927 году это число составило 1700, в 1928 году – 1369, а в 1933 году - всего 17. Балакенская Джума- мечеть также была закрыта для богослужений в этот период, а ее здание использовалось как склад. В 1947 году мечеть была возвращена в пользование верующим. Ремонтные работы в мечети проводились в 1955, 1980 и 1996 годах.
После восстановления независимости Азербайджаном мечеть была включена в список недвижимых памятников истории и культуры национального значения решением №132 Кабинета Министров Азербайджанской Республики от 2 августа 2001 года.

## Китабе (надписи)
На второй китабе у входа в мечеть, на камне с правой стороны, написано:

«В XIII веке по хиджре вся община Балакена, даже высокопоставленные и должностные лица, пришли к общему мнению, что, учитывая желания всех, следует построить красивую мечеть, которая привлекала бы внимание каждого.
На входной двери мечети, в левом верхнем углу, на прямоугольной надписи написаны следующие слова:

С помощью Великого Аллаха, желание народа было исполнено, дом осветился светом Пророка (с), привлекая к себе всех мусульман. Кази Мухаммад Дабир и мастер-строитель Омар Илисулу призвали всех проявить старание и усилия в последующих ремонтных работах мечети ради Аллаха.
На краях рамки имеется следующая запись:

Да помилует Аллах грешника, землю, необходимую для мечети и её комнат, а также для других зданий, подарил Леки бин Халладж Мухаммед.

## Архитектурные особенности
Здание мечети построено из речного камня, а её минарет – из обожжённого кирпича. В строительстве использовались известь и яичный желток. План мечети прямоугольный как внутри, так и снаружи, её площадь составляет 1025 кв. м. Высота минарета 44 м, он построен отдельно от основного здания мечети.  Минарет восьмигранный, его верхняя часть украшена растительными орнаментами. По мере подъёма минарет сужается. Это делает его более устойчивым к различным природным явлениям.
Приусадебная площадь составляет 3000 кв.м, а внутренняя площадь – 40x23 метра. Высота мечети от пола до потолка - 8 м. Перед входными дверями находится веранда с шестью колоннами и семью арками. В зале для молитвы 12 колонн, 26 арок и 16 окон. Колонны сделаны из обожжённого кирпича. Мечеть имеет три входные двери. Над каждой дверью выбиты надписи. Михраб мечети выполнен из дерева.